# 大坝镇 (青铜峡市)
大坝镇，是中华人民共和国宁夏回族自治区吴忠市青铜峡市下辖的一个乡镇级行政单位。

## 行政区划
大坝镇下辖以下地区：
电厂社区、韦桥村、沙庙村、大坝村、利民村、陈俊村、蒋东村、蒋南村、新桥村、立新村、三棵树村、滑石沟村、王老滩村、上滩村、中庄村和中滩村。